# Eriochloa fatmensis
Eriochloa fatmensis är en gräsart som först beskrevs av Ferdinand von Hochstetter och Ernst Gottlieb von Steudel, och fick sitt nu gällande namn av Clayton. Eriochloa fatmensis ingår i släktet Eriochloa och familjen gräs. Inga underarter finns listade i Catalogue of Life. Arten förekommer i sydvästra och södra Afrika, på arabiska halvön och i Indien.